# 5,56 × 30 мм MINSAS
5.56×30 мм MINSAS — пистолетный патрон, созданный на базе укороченного промежуточного патрона для поражения защищённых целей в условиях скоростного боя на коротких дистанциях. По основным характеристикам близок к большинству пистолетных патронов, но обеспечивает эффективную дальность стрельбы от 200 до 300 метров. Производится индийской компанией Ordnance Factories Board для PDW Modern Sub Machine Carbine (MSMC). Считается производным от экспериментальной системы Colt MARS, используя при этом бутылочную гильзу длиной 30 мм и облегченную пулю со стальным сердечником.